# Ercheia cyllarioides
Ercheia cyllarioides là một loài bướm đêm trong họ Noctuidae.